# Gabriel Xavier
Gabriel Xavier (født 15. juli 1993) er en brasiliansk fodboldspiller, som spiller for den japanske fodboldklub Nagoya Grampus.